# Carl de Haas

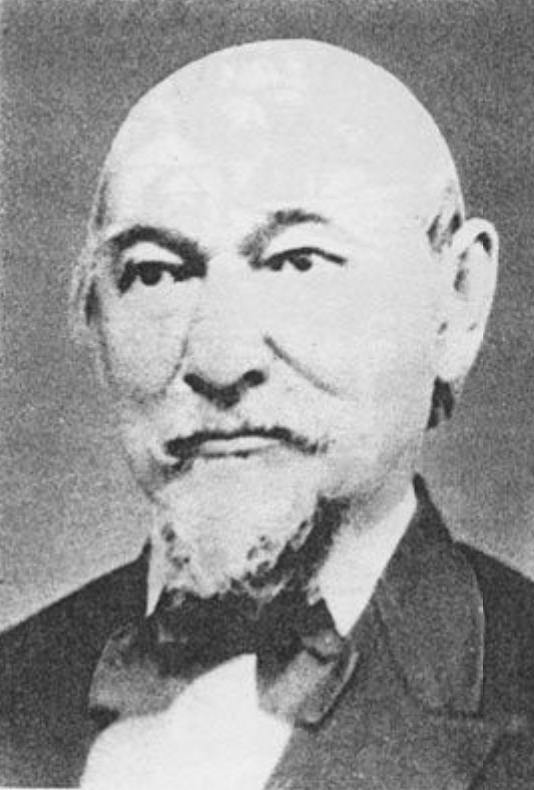
Carl de Haas

Carl de Haas (* 8. August 1817 in Elberfeld; † 21. April 1875 in Fond du Lac, Fond du Lac County, Wisconsin) war ein deutschamerikanischer Altphilologe und Lehrer, Auswanderer und Siedlungspionier in Wisconsin, Autor eines Ratgebers für Auswanderer nach Wisconsin, Dichter und Dramatiker sowie Herausgeber und Journalist von deutschsprachigen Zeitungen in Buffalo, Davenport (Iowa) und Fond du Lac.

## Leben
Carl de Haas, Sohn des Kaufmanns Johann Abraham de Haas (1780–1849) und dessen Ehefrau Anna Charlotta, geborene Duncklenberg (1782–1848), besuchte nach der Elberfelder Realschule und Privatunterricht ab 1835 das Elberfelder Gymnasium. Im September 1839 verließ er die Oberprima und bereitete sich als Externer in Bonn auf das Abitur vor, das er im September 1840 bestand. Er war literarisch interessiert und gründete in den späten 1830er Jahren ein Literaturkränzchen, an dem auch Friedrich Engels, Friedrich Roeber, Johann Richard Seel und Adolf Schults teilnahmen. Vom 1. Oktober 1840 bis zum 30. September 1841 diente er als Einjährig-Freiwilliger im Garde-Schützen-Bataillon. Er studierte ab 1839 an der Rheinischen Friedrich-Wilhelms-Universität Bonn, ferner an der Universität Leipzig, zunächst Astronomie, dann Naturwissenschaften. An der Friedrich-Wilhelms-Universität zu Berlin promovierte er 1844 zum Dr. phil. Dann kehrte er nach Elberfeld zurück, wo er als Lehrer an der Realschule unterrichtete, öffentliche Vorlesungen über Chemie gab und 1846 als seine Übersetzung aus dem Altgriechischen die Schrift Die Tragödien des Aeschylos herausgab.
Im Mai 1847 wanderte er mit seinem Bruder Richard, einem Graveur und Modelleur, und seinem Neffen Eduard, einem Brauer, nach Wisconsin in die Vereinigten Staaten aus. 1844, als Carl de Haas noch in Berlin studierte, hatte er mit Freunden bereits einen Entschluss zu einer Auswanderung nach Texas gefasst, nachdem er vom Auswanderungsprojekt des Mainzer Adelsvereins erfahren hatte. Doch wegen der Widrigkeiten, denen Siedler dort ausgesetzt waren und über die bald berichtet wurde, änderte Carl de Haas sein Auswanderungsziel. Nunmehr strebte er nach Calumet, eine Siedlerkolonie nahe dem Lake Winnebago, über die er in einem Brief eines Auswanderers in der Zeitung gelesen hatte, dass sie günstige Bedingungen für deutsche Einwanderer biete. In 16 Tagen überquerten sie den Atlantik auf einem Dampfschiff von Cherbourg bis New York. Im Juli 1847 kamen sie in Fond du Lac, Wisconsin, an.
In Calumet bei Fond du Lac erwarb er am 2. August 1847 von dem Landwirt Peter Grau eine 40 Acres umfassende Farm an einem kleinen See, der bald De Haas Lake genannt wurde, später Wolf Lake. 1848 erwarb er ein zusätzliches Grundstück. Ab 1848 veröffentlichte er seine 1847 gesammelten Erfahrungen als Siedler in seiner zweibändigen Schrift Nordamerika, Wisconsin, die als Ratgeber zahlreiche Deutsche dazu ermunterte, nach Wisconsin auszuwandern. Bereits 1849 veräußerte er die Farm und betrieb vorübergehend eine Gaststätte.
Um 1850 zog er nach Buffalo, New York, wo er mehrere Jahre als Lehrer arbeitete, Gedichte und Dramen schrieb und sich als Herausgeber deutschsprachiger Zeitungen profilierte. Mit Jacob Knapp kaufte er 1850 die 1848 von Karl Esslinger gegründete Zeitung Der Freie Demokrat und gab sie unter dem Namen Täglicher Buffalo Demokrat heraus. 1853 wurde sie mit der Zeitung Weltbürger verschmolzen. In Buffalo gebar seine Ehefrau Catherine, geborene Burg (* 1827), die er am 27. Februar 1848 geheiratet hatte, die Söhne Frederick (* 1851), Carl (* 1853) und Edward (* 1855) sowie die Tochter Emma (* 1859). 1859 trennte sich Carl de Haas von seinen Mitherausgebern und verließ das Blatt. 1863/1864 gab er das Buffalo Journal heraus. In den 1860er Jahren wirkte er außerdem als Leiter einer Privatschule in Detroit, Michigan, wo der Sohn Richard (* 1863) und die Tochter Bertha (* 1866) das Licht der Welt erblickten, Ende der 1860er Jahre als Herausgeber der Zeitung Tägliches Banner und Theaterdirektor in Davenport, Iowa. Nachdem Carl de Haas 1871 nach Wisconsin zurückgekehrt war, etablierte er in Fond du Lac die Zeitung Nordwestlicher Courier, ein halbwöchentlich erscheinendes Unterhaltungsblatt in deutscher Sprache. Diese Zeitung gab er bis zu seinem Tod im Jahr 1875 heraus. Carl de Haas und seine Ehefrau wurden auf dem Rienzi Cemetery in Fond du Lac bestattet.

## Schriften

### Übersetzungen
- Die Tragödien des Aeschylos. Übersetzung aus dem Griechischen, Julius Schellhoff, Elberfeld 1846.[16]

### Auswandererliteratur
- Nordamerika. Wisconsin, Calumet.
  - Band 1: Winke für Auswanderer. Julius Bädeker, Elberfeld und Iserlohn 1848 (Digitalisat).
  - Band 1: North America. Wisconsin. Hints for Emigrants. Englische Übersetzung des Originals von 1848 durch Frederick John Rueping, 1943 (Digitalisat).
  - Band 2: Beschreibung von Wisconsin. Nebst Reisebildern von Alex. Ziegler. Julius Bädeker, Elberfeld und Iserlohn 1849 (Digitalisat).
  - Band 2: North America. Wisconsin. Hints for Emigrants. Englische Übersetzung des Originals von 1849 durch Frederick John Rueping, 1943 (Digitalisat).

### Dramen
- Calderon, der Hofmann. Nach der Novelle von Edward Bulwer, uraufgeführt am Theater in der Hofaue, Elberfeld, um 1844.[17][18]
- Berenice oder die Zerstörung Jerusalems. Trauerspiel in 5 Aufzügen. Um 1850.
- Elvira the Indian Bride, or the Burning of Buffalo in 1813.
- Friedrich der Große und sein Neffe. 1858 uraufgeführt in Buffalo, New York.[19]

### Gedichte
- Niabra und Nemarettah. Eine Indianersage
- Das Todtenschiff
- Bilder aus dem Urwaldleben
  - Abschied von der Heimath
  - Der Bau des Blockhauses
  - Die Hochzeit[20]